# Anna Skellern
Anna Skellern (* 27. April 1985 in Sydney, New South Wales) ist eine australische Schauspielerin. 

## Leben und Karriere
Anna Skellern promovierte 2007 an der Londoner Guildhall School of Music and Drama.
Skellern hatte Rollen in Fernsehserien wie zum Beispiel The Bill oder Outnumbered. 2009 spielte sie im britischen Horror-Thriller The Descent 2 – Die Jagd geht weiter die Rolle der Cath. 

## Filmografie (Auswahl)
- 2009: The Bill (Fernsehserie, 1 Folge)
- 2009: The Descent 2 – Die Jagd geht weiter (The Descent – Part 2)
- 2009: Outnumbered (Fernsehserie)
- 2010: Halbherzig (Half Hearted)
- 2010: Siren
- 2011: 7 Lives
- 2011: A Night in the Woods
- 2011: W.E.
- 2011: The Incident
- 2011: Fingers
- 2012: Lip Service (Fernsehserie, 6 Folgen)
- 2012: Gambit – Der Masterplan (Gambit)
- 2012: Parade’s End – Der letzte Gentleman (Parade’s End, Miniserie)
- 2009: Auf doppelter Spur (Agatha Christie’s Poirot; Fernsehserie, Folge The Clocks)